# دلباخته (آلبوم)
دلباخته (به انگلیسی: Love Sick) سومین آلبوم استودیویی از رپر و خوانندهٔ آمریکایی دان تالیور می‌باشد که در ۲۴ فوریهٔ سال ۲۰۲۳ از سوی کاکتوس جک و آتلانتیک رکوردز منتشر گردید.